# 古市郡
- 令制国一覧 > 畿内 > 河内国 > 古市郡
- 日本 > 近畿地方 > 大阪府 > 古市郡

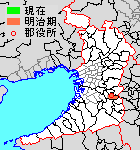
大阪府古市郡の位置

古市郡（ふるいちぐん）は、かつて河内国・堺県・大阪府にあった郡。

## 郡域
1880年（明治13年）に行政区画として発足した当時の郡域は、概ね羽曳野市の一部（軽里、西浦、蔵之内、尺度以東）にあたる。

## 歴史

### 古代

#### 式内社
『延喜式』神名帳に記される郡内の式内社。
| 神名帳             | 神名帳   | 神名帳 | 神名帳           | 比定社             | 比定社             | 比定社                 | 集成 |
| 社名               | 読み     | 格     | 付記             | 社名               | 所在地             | 備考                   | 集成 |
| ------------------ | -------- | ------ | ---------------- | ------------------ | ------------------ | ---------------------- | ---- |
| 古市郡 2座（並小） |          |        |                  |                    |                    |                        |      |
| 利雁神社           | トカリノ | 小     |                  | 利鴈神社           | 大阪府富田林市宮町 | 美具久留御魂神社境内社 |      |
| 利雁神社           | トカリノ | 小     | （復興）利雁神社 | 大阪府羽曳野市尺度 |                    |                        |      |
| 高屋神社           | タカヤノ | 小     |                  | 合祀：白鳥神社     | 大阪府羽曳野市古市 |                        |      |
| 高屋神社           | タカヤノ | 小     | （復興）高屋神社 | 大阪府羽曳野市古市 |                    |                        |      |
| 凡例を表示         |          |        |                  |                    |                    |                        |      |

### 近世以降の沿革
- 「旧高旧領取調帳」に記載されている明治初年時点での支配は以下の通り。●は村内に寺社領が、○は寺社除地[2]が存在。（14村）

| 知行         | 知行                         | 村数 | 村名                        |
| ------------ | ---------------------------- | ---- | --------------------------- |
| 幕府領       | 幕府領                       | 3村  | 誉田村、○古市村、●壺井村    |
| 幕府領       | 旗本領                       | 1村  | ○広瀬村                     |
| 藩領         | 和泉伯太藩                   | 3村  | 大黒村、駒ヶ谷村、飛鳥村    |
| 藩領         | 常陸下館藩                   | 3村  | 碓井村、○東阪田村、西阪田村 |
| 藩領         | 河内狭山藩                   | 1村  | ○軽墓村                     |
| 幕府領・藩領 | 旗本領・伯太藩・下館藩       | 1村  | 蔵之内村                    |
| 幕府領・藩領 | 旗本領・狭山藩・相模小田原藩 | 1村  | ○西浦村                     |
| 寺社領       | 寺社領                       | 1村  | ○通法寺村                   |

- 慶応4年

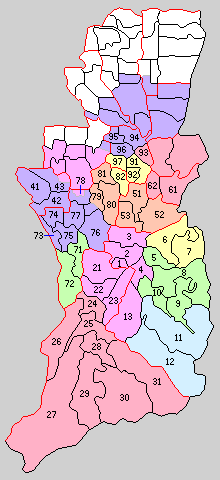
51.古市村 52.駒ヶ谷村 53.西浦村（上赤：柏原市 1 - 13は石川郡 21 - 31は錦部郡 41 - 43は八上郡 61・62は安宿部郡 71 - 81は丹南郡 91 - 97は志紀郡）

  - 2月 - 幕府領・旗本領が大坂裁判所司農局の管轄となる。
  - 5月2日（1868年6月21日） - 大坂裁判所司農局の管轄地域が大阪府司農局の管轄となる。
  - 6月8日（1868年7月27日） - 大阪府司農局の管轄地域が大阪府南司農局の管轄となる。
  - 6月 - 戊辰戦争後の処分により小田原藩が減封となり、本郡内の領地が消滅。
- 明治2年
  - 1月20日（1869年3月2日） - 大阪府南司農局の管轄地域が河内県の管轄となる。
  - 8月2日（1869年9月7日） - 河内県の管轄地域が堺県の管轄となる。
  - 12月26日（1870年1月27日） - 狭山藩が廃藩。管轄地域が堺県の管轄となる。
- 明治4年
  - 7月14日（1871年8月29日） - 廃藩置県により藩領が伯太県、下館県の管轄となる。
  - 11月14日（1871年12月25日） - 第1次府県統合により、下館県の管轄地域が茨城県の管轄となる。
  - 11月22日（1872年1月2日） - 第1次府県統合により、全域が堺県の管轄となる。
- 明治7年（1874年）1月22日 - 大区小区制の堺県での施行により、河内国第1大区となる。
- 明治13年（1880年）4月15日 - 郡区町村編制法の堺県での施行により、行政区画としての古市郡が発足。古市村の真蓮寺に「古市郡役所」が設置され、同郡および石川郡・錦部郡・八上郡・安宿部郡・丹南郡・志紀郡とともに管轄。古市郡役所はまもなく改称して「石川錦部八上古市安宿部丹南志紀郡役所」となる。
- 明治13年（1880年） - 西阪田村が枝郷新家村を合併のうえ改称して尺度村となる。
- 明治14年（1881年）2月7日 - 大阪府の管轄となる。
- 明治16年（1883年） - 郡役所が石川郡富田林村の興正寺別院に移転。
- 明治22年（1889年）4月1日 - 町村制の施行により、下記の各村が発足。全域が現・羽曳野市。（3村）
  - 古市村 ← 古市村、誉田村、碓井村、軽墓村
  - 駒ヶ谷村 ← 駒ヶ谷村、大黒村、通法寺村、壷井村、飛鳥村
  - 西浦村 ← 蔵之内村、西浦村、東阪田村、尺度村、広瀬村
- 明治29年（1896年）4月1日 - 郡制の施行のため、志紀郡三木本村を除く「石川錦部八上古市安宿部丹南志紀郡役所」が管轄する各郡の区域をもって南河内郡が発足。同日古市郡廃止。

## 行政
古市郡長→堺県石川・錦部・八上・古市・安宿部・丹南・志紀郡長
| 代 | 氏名     | 就任年月日                | 退任年月日               | 備考         |
| -- | -------- | ------------------------- | ------------------------ | ------------ |
| 1  | 稲垣謙蔵 | 明治13年（1880年）4月16日 | 明治14年（1881年）2月6日 | 大阪府に移管 |

大阪府石川・錦部・八上・古市・安宿部・丹南・志紀郡長
| 代   | 氏名     | 就任年月日                | 退任年月日                | 備考                                                                                           |
| ---- | -------- | ------------------------- | ------------------------- | ---------------------------------------------------------------------------------------------- |
| 1    | 稲垣謙蔵 | 明治14年（1881年）2月7日  | 明治14年（1881年）4月14日 |                                                                                                |
| 2    | 増田濶   | 明治14年（1881年）4月14日 | 明治19年（1886年）5月3日  |                                                                                                |
| 3    | 弘道輔   | 明治19年（1886年）5月3日  | 明治25年（1892年）6月2日  |                                                                                                |
| 4    | 山口昌寿 | 明治25年（1892年）6月2日  | 明治26年（1893年）5月31日 |                                                                                                |
| 5    | 島田祐信 | 明治26年（1893年）5月31日 | 明治28年（1895年）5月11日 |                                                                                                |
| 代理 | 岡村亨   | 明治28年（1895年）5月11日 | 明治28年（1895年）7月10日 |                                                                                                |
| 6    | 深瀬和直 | 明治28年（1895年）7月10日 | 明治29年（1896年）3月31日 | 石川郡・錦部郡・八上郡・安宿部郡・丹南郡および三本木村を除く志紀郡全域との合併により古市郡廃止 |